# Methylazoxymethanol
Methylazoxymethanol (MAM) ist eine chemische Verbindung aus der Gruppe der Azoxyverbindungen. Zu seinen Derivaten gehören Methylazoxymethylacetat, sowie Macrozamin und Cycasin aus Palmfarnen. Es ist thermisch instabil.

## Herstellung
MAM kann für biochemische Zwecke durch enzymatische Hydrolyse aus Cycasin nach der Methode von H. Mitsumoto und A. Kobayashi hergestellt werden.

## Eigenschaften
Methylazoxymethanol zerfällt bei 37 °C mit einer Halbwertszeit von 18,6 Stunden in Methanol, Formaldehyd und Distickstoff.
MAM ist karzinogen, weil es das Erbgut schädigt. Es ist wahrscheinlich an der Entstehung von amyotropher Lateralsklerose (ALS) beteiligt.
MAM ist gemäß dem Gesetz The Safe Drinking Water and Toxic Enforcement Act of 1986 von Kalifornien als krebserregend eingestuft.